# Celeste Holm
Pour les articles homonymes, voir Holm.
Celeste Holm, née le 29 avril 1917 à New York, et morte le 15 juillet 2012 à New York, est une actrice américaine. Elle est aussi la mère d'un pionnier de l'informatique, Ted Nelson, inventeur de l'hypertexte.

## Biographie
Celeste Holm est l'enfant unique d'une artiste peintre et d'un spécialiste du domaine des assurances. Elle étudie le théâtre à l'université de Chicago et débute sur scène en 1936, à Broadway, à l'âge de 19 ans. Elle donne naissance à son fils Theodor Holm Nelson, le 17 juin 1937, à Chicago.
Elle apparaît dans plusieurs pièces de théâtre, dont Les Femmes, Oklahoma ! et Fille de Gaffe. Dans la production de Oklahoma!, Celeste chante « I Cain't Say No ».
Elle signe avec la 20th Century le contrat de son premier film, Three Little Girls in Blue (Trois Jeunes Filles en bleu ). Pour son troisième film, Gentleman's Agreement (Le Mur Invisible), elle gagne l'Oscar du meilleur second rôle féminin et un Golden Globe. Elle est également nommée deux fois encore aux Oscars pour son interprétation, dans : Come To Stable (1949) et All About Eve (1950). Celeste est une star qui aime le théâtre : elle quitte donc Hollywood et n'y retourne que pour deux comédies musicales de la MGM dans les années 1950 : The Tender Trap (1955) et High Society (1956).
En plus de sa carrière théâtrale, Celeste Holm apparaît à la télévision dans ses propres séries : Honestly Celeste (1954) et Who Pays ? (1959).
Mariée cinq fois, Céleste Holm a épousé son dernier mari, Frank Basile, en 2004.

## Filmographie

### Actrice

#### Cinéma
- 1946 : Trois Jeunes Filles en bleu (Three Little Girls in Blue) de H. Bruce Humberstone : Miriam Harrington
- 1947 : Carnival in Costa Rica (en) : Celeste
- 1947 : Le Mur invisible (Gentleman's Agreement) de Elia Kazan : Anne Dettrey
- 1948 : La Femme aux cigarettes (Road House) de Jean Negulesco : Susie Smith
- 1948 : La Fosse aux serpents (The Snake Pit) de Anatole Litvak : Grace
- 1949 : Chaînes conjugales (A Letter to Three Wives) de Joseph L. Mankiewicz : Addie Ross (voix, non créditée)
- 1949 : Le Débrouillard (Chicken Every Sunday) de George Seaton : Emily Hefferan
- 1949 : Les Sœurs casse-cou (Come to the Stable) de Henry Koster : Sœur Scholastica
- 1949 : Si ma moitié savait ça (Everybody Does It) de Edmund Goulding : Doris Blair Borland
- 1950 : Champagne for Caesar (en) : Flame O'Neil
- 1950 : Ève (All About Eve) de Joseph L. Mankiewicz : Karen
- 1955 : Le Tendre Piège (The Tender Trap) de Charles Walters : Sylvia Crewes
- 1956 : Haute société (High Society) de Charles Walters : Liz Imbrie
- 1961 : Appartement pour homme seul (Bachelor Flat) de Frank Tashlin : Helen Bushmill
- 1967 : Quatre Fiancés pour un mari (Doctor, You've Got to Be Kidding!) de Peter Tewksbury : Louise Halloran
- 1973 : Tom Sawyer de Don Taylor : Tante Polly
- 1976 : Bittersweet Love (en) : Marian Lewis
- 1977 : The Private Files of J. Edgar Hoover de Larry Cohen : Florence Hollister
- 1987 : Trois Hommes et un bébé (3 Men and a Baby) de Leonard Nimoy : la mère de Jack
- 1997 : Quand le destin s'en mêle (Still Breathing) de James Ford Robinson, : Ida, la grand-mère de Fletcher
- 2005 : Alchemy (en) : Iris
- 2012 : Driving Me Crazy : Mrs. Ginsberg
- 2015 : College Debts : Grandma GG

#### Courts-métrages
- 1963 : Hailstones and Halibut Bones
- 2012 : Frank & Celeste

#### Télévision
Séries télévisées
- 1949 : Inside U.S.A. with Chevrolet : Elle-même
- 1949 : The Ed Wynn Show : Elle-même
- 1949 : We, the People : Elle-même
- 1950 : All Star Revue : Invité Actress
- 1951 : The Faye Emerson Show : Elle-même - Invité
- 1951 : The Fred Waring Show : Elle-même
- 1951-1953 : Lux Video Theatre (en) : Miss Prynne / Katherine Case / Margaret Best / ...
- 1951-1955 : The Colgate Comedy Hour : Elle-même / Elle-même - Actress
- 1951-1959 : What's My Line? : Elle-même - Mystery Invité / Elle-même - Invité Panelist
- 1952 : Betty Crocker Star Matinee
- 1952 : The Ezio Pinza Show : Elle-même
- 1952-1957 : Schlitz Playhouse of Stars : Lettie Morgan
- 1952-1959 : The Ed Sullivan Show : Elle-même / Actress in scene from Third Best Sport
- 1953 : Hollywood Opening Night
- 1953 : Your Jeweler's Showcase
- 1954 : Honestly, Celeste! : Celeste Anders
- 1955 : The $64,000 Question : Substitute Présentateur
- 1955 : The Merry Mailman : Elle-même
- 1955 : The United States Steel Hour (en) : Madge Collins
- 1956 : As the World Turns : Lauren Roberts (1981)
- 1956 : Climax! : Mary Miller
- 1956 : Producers' Showcase : Mad Meggie
- 1956 : Sneak Preview
- 1956 : The Steve Allen Plymouth Show : Elle-même
- 1957 : Goodyear Playhouse : Maggie Travis
- 1957 : The Pat Boone-Chevy Showroom : Elle-même
- 1957 : Zane Grey Theater : Sarah Kimball
- 1958 : Studio 57
- 1958 : To Tell the Truth : Elle-même - Panelist
- 1959 : The Jack Paar Tonight Show : Elle-même - Invité
- 1959 : Who Pays? : Elle-même
- 1960 : Alfred Hitchcock présente : Présentateure à la fête de Lawn
- 1960 : Art Carney Special
- 1960 : Startime : Elle-même
- 1960 : The Christophers
- 1961 : Play of the Week : Virginia
- 1962 : Alcoa Premiere (en) : Laura Bennett
- 1962 : Ombres sur le soleil : Miss Bullfinch
- 1962 : Échec et mat : Laraine Whitman
- 1963 : Dr. Kildare : Nurse Jane Munson
- 1963 : L'Homme à la Rolls : Helen Forsythe
- 1963 : Stump the Stars : Elle-même - Invité Panelist
- 1963-1973 : The Mike Douglas Show : Elle-même - Co-Présentateur / Elle-même - Actress
- 1964 : Missing Links : Elle-même
- 1964 : That Regis Philbin Show : Elle-même
- 1964 : The Eleventh Hour (en) : Billie Hamilton
- 1965 : Match contre la vie : Margot Horst
- 1965 : Mr. Novak : Rose Herrod
- 1965-1967 : Le fugitif : Pearl Saunders / Flo Hagerman
- 1965-1989 : Kilroy : Mrs. Fuller / Miss Snow
- 1966 : The Long, Hot Summer (en) : Libby Rankin
- 1967 : Gypsy : Elle-même
- 1967 : Insight : Mrs. Bern
- 1967 : Sur la piste du crime : Flo Clementi
- 1970 : Les Règles du jeu : Irene Comdon
- 1970 : The Tonight Show Starring Johnny Carson : elle-même - Invité
- 1970-1971 : Nancy : Abigail 'Abby' Townsend / Abigai 'Abby' Townsendl / Abigail 'Abby' Townsenf
- 1971 : The Movie Game : Elle-même
- 1972 : The Delphi Bureau (en) : Sybil Van Loween
- 1972-1974 : The Bob Braun Show : Elle-même - Actress
- 1973-1974 : Médecins d'aujourd'hui : Geraldine Stern / Dr Linda Wilson
- 1974 : Le Justicier : Clara Calvert
- 1974 : Les Rues de San Francisco : Mrs. Shaninger
- 1976 : Captain Kangaroo : elle-même
- 1976 : Captains and the Kings : Sister Angela
- 1976 : Columbo : Phyllis Lytton Brandt
- 1977 : Wonder Woman : Dolly Tucker
- 1978 : Hollywood Greats : elle-même
- 1978 : Lucan
- 1978 : The Dick Cavett Show : Elle-même - Actress
- 1978-1979 : L'Île fantastique : Sister Veronica / Mabel Jarvis
- 1979 : Backstairs at the White House : Mrs. Florence Harding
- 1979-1982 : Trapper John, M.D. : Lillie Townsend / Claudia
- 1979-1984 : La croisière s'amuse : Florence Flanders / Estelle Castlewood
- 1980 : All-Star Family Feud Special : Elle-même - Celebrity Contestant
- 1981-1983 : Archie Bunker's Place : Estelle Harris
- 1982 : American Playhouse : The Celebrity
- 1984 : Jessie : Molly Hayden
- 1985 : Falcon Crest : Anna Rossini
- 1985 : Matt Houston : Katherine Hershey
- 1987 : Magnum : Abigail Baldwin, Carol's Mother
- 1987 : The New Hollywood Squares : elle-même - Panelist
- 1987 : The UNICEF Hour : elle-même - Présentateur
- 1988 : Spenser : Rose
- 1989 : CBS Summer Playhouse : Samantha Orbison
- 1989-1990 : Christine Cromwell : Samantha Cromwell
- 1991 : Amoureusement vôtre : Isabella Alden
- 1992 : Cheers : Grandmother Gaines
- 1995 : Great Performances
- 1996-1998 : Les Anges du bonheur : Hattie Greene
- 1996-1999 : Promised Land (en) : Hattie Greene
- 2000 : The Beat : Frances Robinson
- 2000 : The Rosie O'Donnell Show : Elle-même - Invité
- 2000-2001 : Backstory : elle-même - Actress
- 2002 : Living Famously : elle-même - Actress
- 2002 : New York 911 : Florence
- 2002 : The Century of the Self : elle-même
- 2004 : Whoopi : Diana

Téléfilms
- 1956 : Carolyn : Carolyn Daniels
- 1957 : The Yeoman of the Guard : Phoebe Meryll
- 1960 : The Right Man : Victoria Woodhull
- 1965 : Cinderella : Fairy Godmother
- 1966 : Meet Me in St. Louis (en) : Mrs. Smith
- 1970 : Swing Out, Sweet Land (en) : Nancy Lincoln
- 1974 : Death Cruise : Elizabeth Mason
- 1974 : The Underground Man : Beatrice Broadhurst
- 1976 : The American Woman: Portraits of Courage : Elizabeth Cady Stanton
- 1977 : Gregory Peck: A Living Biography : Elle-même
- 1977 : The Love Boat II : Eva McFarland
- 1981 : Piège à minuit : Sylvia Randall
- 1981 : The Grammy Hall of Fame : elle-même
- 1983 : Mystère et bas nylon : Zandra Stoneham
- 1984 : Jessie : Molly Hayden
- 1985 : Rodgers & Hammerstein: The Sound of American Music : elle-même
- 1987 : Moving Image Salutes Elia Kazan : Elle-même - Présentateur
- 1987 : Murder by the Book : Claire
- 1989 : A Royal Gala : Elle-même
- 1990 : Polly: Comin' Home! : Miss Snow
- 1995 : The Hollywood Fashion Machine : Elle-même
- 1996 : Alliance interdite : Clara
- 1996 : Home of the Brave : Hattie Greene
- 1998 : The DeMille Dynasty : Elle-même
- 2002 : Broadway Legends : Elle-même
- 2006 : 50 Films to See Before You Die : Elle-même

### Parolière

#### Cinéma
- 1946 : Trois Jeunes Filles en bleu (Three Little Girls in Blue)
- 1947 : Carnival in Costa Rica
- 1949 : Si ma moitié savait ça
- 1956 : Haute société
- 1967 : Doctor, You've Got to Be Kidding!
- 1973 : Tom Sawyer

#### Télévision
Séries télévisées
- 1956 : Producers' Showcase

Téléfilms
- 1965 : Cinderella

## Distinctions

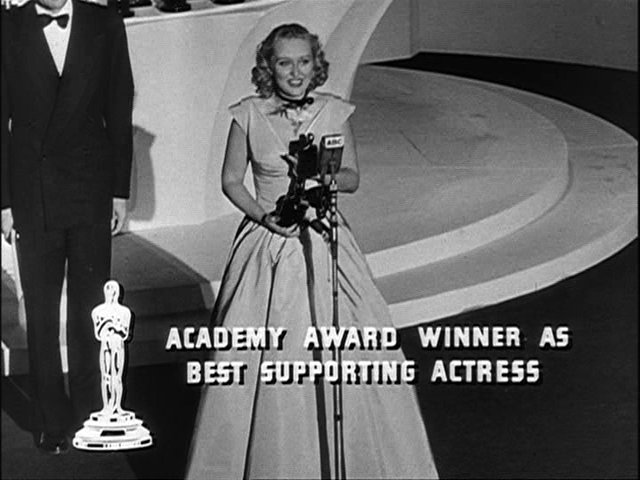
Celeste Holm recevant son Oscar

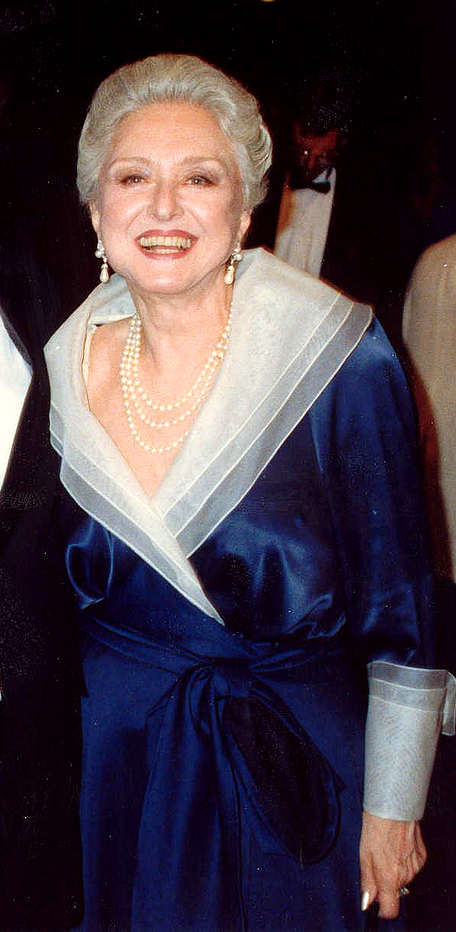
Celeste Holm à la Cérémonie des Oscars en 1988

### Récompenses
- 1948 : Oscar de la meilleure actrice dans un second rôle pour son interprétation dans Le Mur invisible d'Elia Kazan.
- 1948 : Golden Globe de la meilleure actrice dans un second rôle
- 1968 : prix Sarah-Siddons, récompense qui à l'origine fut créée pour les besoins du film Ève, auquel elle participa.

### Nominations
- 1950 : Oscar du meilleur second rôle dans Les Sœurs casse-cou (Come to the Stable) d'Henry Koster
- 1951 : Oscar du meilleur second rôle dans Ève (All About Eve) de Joseph L. Mankiewicz